# Wingate (Indiana)
Wingate és una població dels Estats Units a l'estat d'Indiana. Segons el cens del 2000 tenia 299 habitants.

## Demografia
Segons el cens del 2000, Wingate tenia 299 habitants, 126 habitatges, i 82 famílies. La densitat de població era de 412,3 habitants/km².
Dels 126 habitatges en un 27,8% hi vivien nens de menys de 18 anys, en un 53,2% hi vivien parelles casades, en un 5,6% dones solteres, i en un 34,9% no eren unitats familiars. En el 31% dels habitatges hi vivien persones soles el 17,5% de les quals corresponia a persones de 65 anys o més que vivien soles. El nombre mitjà de persones vivint en cada habitatge era de 2,37 i el nombre mitjà de persones que vivien en cada família era de 2,95.
Per edats la població es repartia de la següent manera: un 26,1% tenia menys de 18 anys, un 4,3% entre 18 i 24, un 29,4% entre 25 i 44, un 19,4% de 45 a 60 i un 20,7% 65 anys o més.
L'edat mediana era de 40 anys. Per cada 100 dones de 18 o més anys hi havia 90,5 homes.
La renda mediana per habitatge era de 28.750 $ i la renda mediana per família de 42.500 $. Els homes tenien una renda mediana de 41.250 $ mentre que les dones 21.250 $. La renda per capita de la població era de 14.123 $. Entorn del 15,9% de les famílies i el 22,2% de la població estaven per davall del llindar de pobresa.

## Poblacions més properes
El següent diagrama mostra les poblacions més properes.